# 신명운수
신명운수(新明運輸)는 서울특별시 강동구의 마을버스 회사이고, 본사는 서울특별시 강동구 아리수로 426 (강일동) 강동공영차고지 내에 있다. 서울특별시의 마을버스 노선 중 유일하게 한강을 건너는 노선인 강동 01번을 운행하는 업체이다.

## 연혁
- 1997년 7월 24일 : 신명마을버스(新明―)로 설립
- 2002년 5월 15일 : 강동공영차고지 개장에 따라 현 위치로 이전
- 2003년 : 상호명을 신명마을버스(新明―)에서 신명운수(新明運輸)로 변경

## 보유 노선
- ● 강동01번 : 고덕비즈밸리 ↔ 강변역 (구 강동마을 11번)

## 보유 차량
하이거 하이퍼스, 현대 그린시티, 뉴 슈퍼 에어로시티로 운행한다.